# بيدخون (عسلوية)
بیدخون (بالفارسية: بیدخون) هي قرية تقع في إيران في قسم عسلوية الريفي. يقدر عدد سكانها بـ 1,890 نسمة .